# Madison-Lee Wesche
Madison-Lee Wesche (née le 13 juin 1999) est une athlète néo-zélandaise, spécialiste du lancer du poids, d’origine maorie.

## Carrière
Le 21 mars 2019, elle porte son record personnel à 18,32 m, à Auckland, avant de remporter la médaille d’or lors des Championnats d'Océanie 2019 à Townsville, en battant le record des championnats.
En 2024 elle obtient la médaille d'argent aux Jeux olympiques en battant son record personnel au 5e essai avec 19,86 m, derrière l'Allemande Yemisi Ogunleye.

## Palmarès
| Date | Compétition                    | Lieu       | Résultat | Marque  |
| ---- | ------------------------------ | ---------- | -------- | ------- |
| 2017 | Championnats d'Océanie         | Suva       | 1re      | 15,27 m |
| 2018 | Championnats du monde juniors  | Tampere    | 1re      | 17,09 m |
| 2019 | Championnats d'Océanie         | Townsville | 1re      | 18,04 m |
| 2019 | Universiade                    | Naples     | 6e       | 17,22 m |
| 2021 | Jeux olympiques                | Tokyo      | 6e       | 18,98 m |
| 2022 | Championnats du monde          | Eugene     | 7e       | 19,50 m |
| 2022 | Jeux du Commonwealth           | Birmingham | 3e       | 18,84 m |
| 2023 | Championnats du monde          | Budapest   | 7e       | 19,51 m |
| 2024 | Championnats du monde en salle | Glasgow    | 4e       | 19,62 m |
| 2024 | Jeux olympiques                | Paris      | 2e       | 19,86 m |

## Records
| Épreuve         | Temps   | Lieu        | Date        |
| --------------- | ------- | ----------- | ----------- |
| Lancer du poids | 19,86 m | Saint-Denis | 9 août 2024 |